# Toni Iwobi

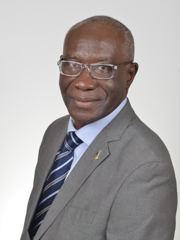
Toni Iwobi

Toni ChiKe Iwobi (26 de abril de 1955) es un político italiano por el partido Liga Norte elegido para el Senado de la República en las elecciones generales de Italia de 2018 convirtiéndose en la primera persona negra en tomar asiento en el Senado.

## Biografía
Nace en la ciudad de Gusau, en el norte de Nigeria, de familia descendiente del pueblo igbo. Es uno de los 11 hijos en una familia católica. Fue a la escuela católica y sus lenguas maternas son igbo e inglés. Está casado con una mujer italiana y tiene dos hijos.